# Tanino
Taninos (do francês tanin) são polifenóis de origem vegetal, com pesos moleculares geralmente entre 500 e 3000 unidades de massa atômica. São classificados como hidrolisáveis ou condensáveis, de acordo com seu esqueleto de carbono. Eles inibem o ataque às plantas por herbívoros vertebrados ou invertebrados (diminuição da palatabilidade, dificuldades na digestão, produção de compostos tóxicos a partir da hidrólise dos taninos) e também por microorganismos patogênicos. O termo é largamente utilizado para designar qualquer grande composto polifenólico contendo suficientes grupos hidroxila e outros (como carboxila) para poder formar complexos fortes com proteínas e outras macromoléculas. São geralmente divididos em dois tipos: hidrolisáveis e condensados (protoantocianidinas).
Os polifenóis de leguminosas e cereais são, na maior parte dos casos, taninos de origem flavonóide. Uma de suas características é a capacidade de precipitar proteínas, pois têm alto peso molecular e suficientes grupos hidroxila fenólica para permitir a formação de ligações cruzadas estáveis com proteínas.
Os taninos:
- são capazes de se combinar com proteínas da pele animal inibindo o processo de putrefação, razão pela qual são utilizados no processo de curtimento do couro;
- parecem ser responsáveis pela adstringência de muitas plantas;
- podem ser a causa da baixa digestibilidade das proteínas de leguminosas que, quando não suficientemente cozidas, contém esse tipo substância em quantidade considerável;
- podem ter seu efeito negativo na absorção do ferro remedidado pela administração simultânea de ácido ascórbico (Vitamina C).[1]

## Propriedades gerais
Os taninos tem as seguintes propriedades:
- são solúveis em água, álcool e acetona.
- são precipitados por sais de metais pesados.
- são insolúveis no éter puro, clorofórmio e benzeno.

## Usos farmacológicos
Devido às suas características (complexação com iões metálicos, atividade antioxidante e sequestradora de radicais livres, complexação com macromoléculas) têm as seguintes aplicações farmacológicas:
- antídotos em intoxicações por metais pesados e alcalóides;
- adstringentes:
- via externa: cicatrizantes, hemostáticos, protetores e reepitelizantes;
- via interna: antidiarreicos;
- antissépticos;
- antioxidantes;[1]
- antinutritivos (devido ao seu efeito complexante, diminuem a capacidade de absorção de ferro).